# Фостер, Питер
Пи́тер Фо́стер (англ. Peter Foster; 27 июля 1960) — австралийский гребец-байдарочник, выступал за сборную Австралии в конце 1980-х годов. Бронзовый призёр летних Олимпийских игр в Сеуле, победитель регат национального и международного значения.

## Биография
Питер Фостер родился 27 июля 1960 года, детство провёл в Мельбурне. Рос в спортивной семье, в частности его отец Джейк Фостер был довольно известным ватерполистом, выступал на Олимпийских играх 1952 и 1956 годов. Активно заниматься спортом начал в возрасте четырнадцати лет, первое время участвовал в соревнованиях береговых спасателей, затем сделал выбор в пользу гребли на байдарках.
Первого серьёзного успеха на взрослом международном уровне добился в 1988 году, когда попал в основной состав австралийской национальной сборной и благодаря череде удачных выступлений удостоился права защищать честь страны на летних Олимпийских играх в Сеуле, где вместе с напарником Келвином Грэмом завоевал бронзовую медаль в программе байдарок-двоек на тысяче метрах — в финале их обошли только экипажи из США и Новой Зеландии. Вскоре он принял решение завершить карьеру профессионального спортсмена, уступив место в сборной молодым австралийским гребцам.
Впоследствии стал довольно успешным биржевым брокером, занимался общественной деятельностью, участвовал в организации соревнований юниоров. Женат, имеет троих детей. Его старшая сестра Марго добилась определённых успехов в академической гребле, является бронзовой призёршей Олимпийских игр 1984 года в Лос-Анджелесе.